# Marko Hautala
Marko Hautala, (né le 5 juin 1973 à Kauhava), est un écrivain finlandais. 

## Biographie
Marko Hautala est titulaire d'une maîtrise d anglais de l'Université de Vaasa.

## Œuvres

### Romans
- (fi) Kirottu maa, Porvoon Julmapaino, 2002
- (fi) Itsevalaisevat, Éditions Tammi, 2008 (ISBN 978-951-31-4266-7)
- (fi) Käärinliinat, Éditions Tammi, 2009 (ISBN 978-951-31-5023-5)
- (fi) Torajyvät, Éditions Tammi, 2011 (ISBN 978-951-31-6032-6)
- (fi) Unikoira, Éditions Tammi, 2012 (ISBN 978-951-31-6853-7)
- (fi) Kuokkamummo, Éditions Tammi, 2014 (ISBN 978-951-31-8027-0)
- (fi) Kuiskaava tyttö, Tammi, 2016 (ISBN 978-951-31-9040-8)
- (fi) Leväluhta, Tammi, 2018 (ISBN 978-952-04-0158-0)
- (fi) Pimeän arkkitehti, Tammi, 2020 (ISBN 9789520417772)
- (fi) Lauri Luu ja riivattu lukukoira, Haamu, 2021 (ISBN 978-952-7100-98-1)

### Nouvelles
- (fi) Minä perhonen, sinä Morfeus, vol. 1/2006, Usva (lire en ligne)
- (fi) Lumikeiju, vol. 1/2008, Usva
- (fi) Pyövelin paradigma, vol. 3/2008, Usva (lire en ligne)
- (fi) Naurunukke, vol. 51-52/2009, Opettaja
- (fi) Kuolleiden valssi, Helsinki, Tammi, 2022 (ISBN 978-952-04-3758-9)

## Prix
- Prix Kalevi Jäntti, 2015
- Prix Tiiliskivi, 2008
- Prix d'écriture Juhana-Heikki-Erkko, 1999